# خوان مارتينيز أوليفر
خوان مارتينيز أوليفر (بالإسبانية: Juan Martínez Oliver)‏ مواليد 4 فبراير 1964 في ألمرية، هو دراج إسباني سابق في صنف سباق الدراجات على الطريق.

## سجل النتائج

### سباقات أو مراحل فاز بها
- طواف فرنسا

## وصلات خارجية
- الموقع الرسمي

## روابط خارجية
- خوان مارتينيز أوليفر على موقع أرشيف الدراجات (الإنجليزية)
- خوان مارتينيز أوليفر على موقع إحصائيات الدراجات الإحترافية (الإنجليزية)
- خوان مارتينيز أوليفر على موقع أوليمبيديا (الإنجليزية)